# Jean-Pierre Moussa
L'abbé Jean-Pierre Moussa, né en 1815 à Saint-Louis au Sénégal français et mort le 23 juillet 1860 à Port-au-Prince en Haïti, est un prêtre français. Avec Arsène Fridoil et David Boilat, il est l'un des premiers prélats catholiques originaire du Sénégal.
Rentré au Sénégal en 1841 après des études en France, l'abbé Moussa fonde un collège avec l'abbé Boilat, qui ferme en 1850. Il milite activement pour l'abolition de l'esclavage tout en occupant des cures successives. Les autorités sont critiques sur son manque de respect pour son sacerdoce et sa courtisanerie auprès de l'empereur Faustin Ier Soulouque, empereur d'Haïti.

## Biographie

### Jeunesse au séminaire
Né en 1815 à Saint-Louis au Sénégal français, Jean-Pierre Moussa est le fils de Pierre Moussa, autochtone converti au christianisme et chantre à l'église.
Les sœurs de Saint-Joseph de Cluny, fondées par la mère Anne-Marie Javouhey commencent leur mission auprès d'enfants sénégalais en 1819 à Saint-Louis, avant de s'étendre à Gorée. En novembre 1832, afin d'établir l’Église catholique au Sénégal et de permettre l'émancipation des autochtones, les sœurs le ramènent en la France avec vingt-quatre autres indigènes. Parmi les garçons, il y se trouvent les métis David Boilat et Arsène Fridoil, eux-aussi originaires de Saint-Louis.
De 1832 à 1833, les jeunes hommes entament leurs études au séminaire de Limoux. En raison de la mort ou de départs de plusieurs indigènes, seuls Frodoil, Boilat et Moussa parviennent au terme de leurs études secondaires. À partir de 1834, les étudiants passent quatre ans au séminaire de Carcassonne.
Les trois hommes sont transférés en 1838 au séminaire du Saint-Esprit. La M. Javouhey désire les faire venir à Mana en Guyane, où elle se trouve alors. Mais le supérieur du séminaire refuse cela, indiquant qu'il serait mieux de les charger d'évangéliser les peuples colonisés, étant plus résistant à l'écosystème et moins susceptibles d'être attaqués que les Pères blancs.

### Ordination
Ils sont ordonnés et tonsurés en grande pompe le 19 septembre 1840 dans l'église du Saint-Esprit de Paris par Denys Affre, archevêque de Paris. Il reçoit la cure de Saint-Louis, l'abbé Fridoil celle de l'île de Gorée et l'abbé Boilat est destiné à être directeur de collège. Il est décidé que les abbés Fridoil et Boilat fassent des études scientifiques à la Sorbonne et des études d'économie politique au collège de France. L'abbé Moussa demande à rentrer au Sénégal où son père souhaite le voir avant son décès.
Le 22 novembre 1840, il célèbre la messe devant le roi des Français Louis-Philippe Ier et sa famille à Fontainebleau. Début 1841, il est reçu aux Tuileries, où la reine Marie-Amélie lui donne 300 Fr. (en plus des 2 000 qu'il a déjà reçu par l'État), une montre en or et un petit autel portatif. Il est probable qu'elle lui donne aussi le crucifix, les quatre chandeliers en argent et le portrait de Charles Borromée qui se trouvaient encore en 2008 dans l'église Saint-Charles-Borromée de Gorée.

### Le Sénégal

#### Retour à Saint-Louis

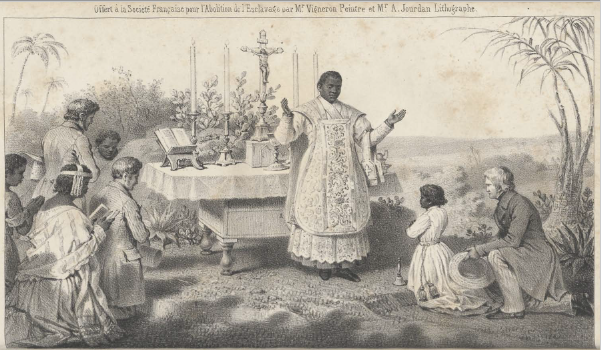
Jean-Pierre Moussa officiant avec son autel portatif par P.-R. Vigneron en 1846.

Après un mois de traversé, l'abbé arrive à Saint-Louis-du-Sénégal le 13 avril 1841, un mardi de Pâques. L'abbé Moussa est un objet de fierté et de curiosité tant pour les fidèles chrétiens que pour les musulmans sénégalais. La revue catholique L'Ami de la Religion et du Roi rapporte : « Il a été reçu par tout le monde avec enthousiasme. Le gouverneur, les officiers civils, les chrétiens et les mahométans se sont empressés autour de lui ; tous l’ont félicité d’avoir si bien profité des quinze années qu’il a passées en France pour s’instruire dans les sciences divines et humaines, et surtout de ce que, le premier de la nation wolof, il a été élevé à la dignité de prêtre et d’apôtre de son peuple. Le dimanche de Quasimodo, il s’est rendu à l’église, fermée et privée de pasteur depuis long-temps [sic], et y a célébré solennellement le saint sacrifice de la messe. Son père, vieillard nonagénaire, a rempli l’office de chantre avec un jeune homme. Jamais on n’a rien vu de si touchant : l’église ne suffisoit [sic] pas pour contenir la foule d’Européens et d’Africains qui étoient [sic] accourus de toutes parts. Après l’Évangile, M. l’abbé Moussa est monté en chair et a prononcé un discours qui a fait fondre en larmes son auditoire. »

#### Ouverture d'un collège
En 1842, avec l'appui du gouverneur du Sénégal Édouard Bouët-Willaumez, les abbés Boilat et Moussa fondent un collège à Saint-Louis. Fridoil les rejoint en 1846 ; il remplace Moussa comme professeur qui devient curé de Gorée, puis succède à Boilat comme directeur en 1848. Le projet est bien accueilli par la population locale et coloniale, il y a une trentaine d'élève. Les frères de Ploërmel et leur protecteur Jérôme Maynard, préfet apostolique au Sénégal, étaient agacés car, ayant ouvert une école dans les années 1830, leurs meilleurs élèves allaient au collèges des abbés,.

#### Conflits avec l'Église et abolitionnisme

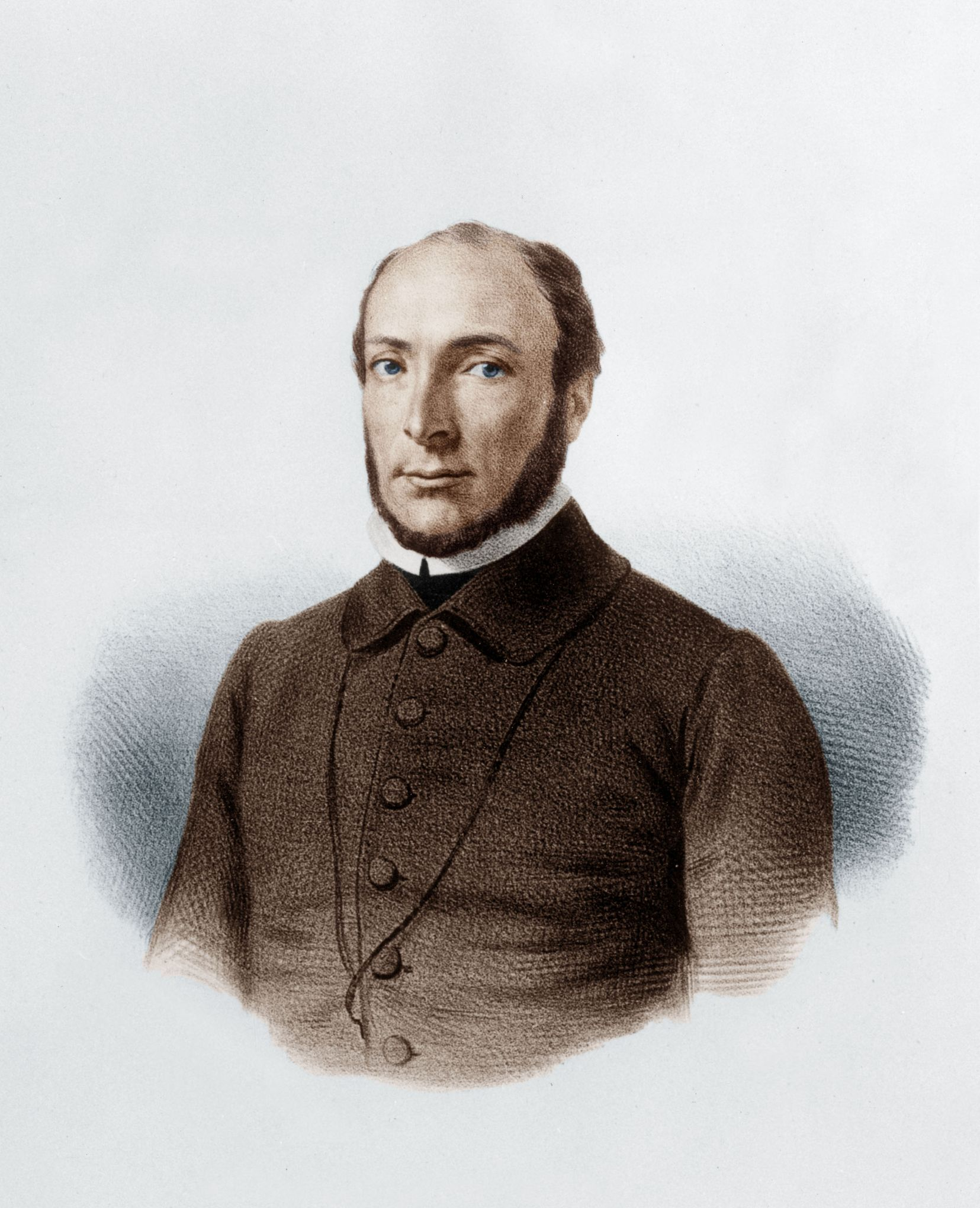
Victor Schœlcher, député de la Martinique en 1848.

En raison de cette rivalité, le préfet Maynard et d'autres frères répandent la rumeur que le collège a de mauvais professeurs. Jean Casimir Arlabosse, successeur à la préfecture apostolique en 1845, continue la lutte contre le collège. S'il y avait certaines accusations véritables sur le comportement des abbés, il y avait aussi plusieurs calomnies. L'abbé Moussa décide de se rend à Paris durant l'été 1846 pour justifier son comportement et celui des employés du collège. Il rend visite à la M. Javouhey et au nonce en France Raffaele Fornari. La famille royale lui réitère son soutien,.
L'administration française, avec qui l'abbé s'était lié, le disculpe de plusieurs chefs d'accusation après enquêtes sur son comportement, mais les termes trahissent une complaisance à son égard. Le journaliste et militant abolitionniste Victor Schœlcher rapporte que, le 21 décembre 1846, l'abbé fait un sermon à l'église Saint-Laurent sur la condition des Noirs dans les colonies françaises. La quête doit servir à l'évangélisation des Noirs, mais le collège disparaît finalement en 1850,. Les trois abbés continuèrent à avoir des comportements incompatibles avec leur sacerdoce : Fridoil et Boilat se signalent par la débauche, le jeu d'argent où ils contractent des dettes importantes, et l'abbé Moussa, toujours curé de Gorée, se livre à l'ivrognerie et à d'autres « défauts plus graves […] qui n'ont fait qu'augmenter [et qui] sont réellement devenus des vices pour un prêtre ». Le nouveau préfet apostolique depuis 1848, Laurent Vidal, décida que l'école des frères de Ploërmel absorberait le collège des abbés.
L'administration lui impose de vivre la vie commune dans la congrégation du Saint-Esprit à Sainte-Marie de Gambie (aujourd'hui Banjul), mais il ne change pas de comportement. Vers le milieu de 1853, l'abbé Moussa accepte d'être renvoyé en France. Il se rend à Rome, auprès de Giacomo Filippo Fransoni, cardinal-préfet pour la propagande de la foi, qui le recommande d'aller à Paris en respectant son sacerdoce. Mais l'abbé fut gêné par sa vie fade et surveillée au séminaire du Saint-Esprit.

### Haïti

#### À la Cour impériale

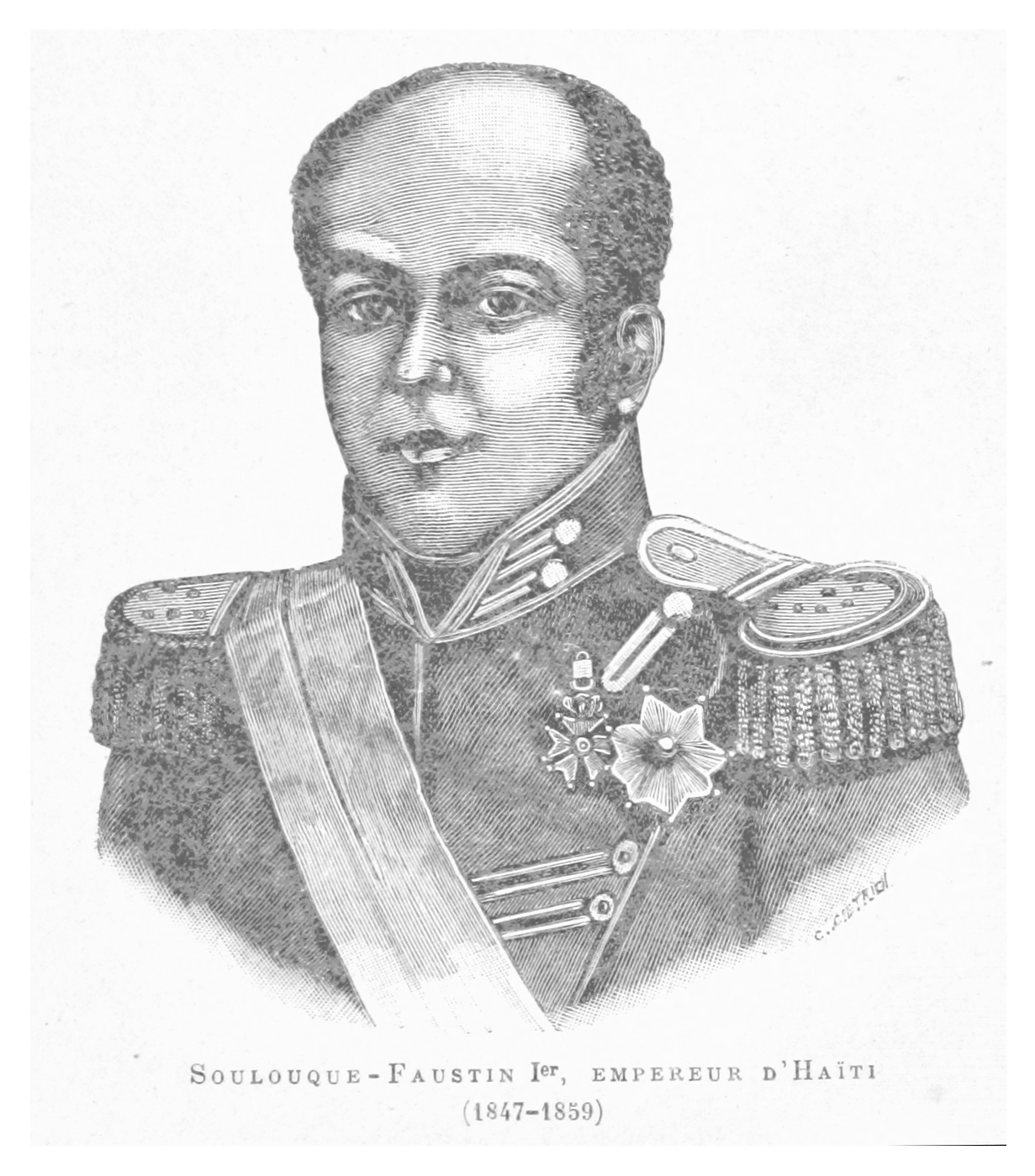
Faustin Soulouque, président puis empereur d'Haïti. (1892)

L'empereur d'Haïti Faustin Ier Soulouque l'ayant invité pour son sacre impérial et peut-être en raison de sa nature voyageuse, l'abbé Moussa part pour Haïti où il devient curé de Port-au-Prince. Le Moniteur haïtien du 24 juin 1854 publie l'apologie de l'abbé Moussa (Mes représailles) aux diverses rumeurs sur son comportement en Afrique. L'abbé commence à proclamer que le protestantisme est mieux que le catholicisme, uniquement afin d'être bien vu du gouvernement haïtien, qui voulait avoir plus de liberté dans le contrôle des cultes. Cependant, la même année, pour l'anniversaire du sacre impérial, l'abbé Moussa prend la défense de la papauté et conjure l'empereur haïtien de renouer avec elle.
En courtisan, l'abbé Moussa continue d'alterner entre ces deux discours contradictoires, plusieurs autres prêtres condamnent son comportement. L'abbé Moussa fut supplanté par Querico Andradas, Cubain ordonné prêtre à Saint-Domingue, dans l'esprit de l'empereur, dont il avait jusque-là gardé les bonnes grâces. Cela dura jusqu'à la nomination de l'abbé Andradas à d'autres cures.

#### Fin de vie et mort
Lors de la révolution haïtienne de 1859, l'abbé ne fut cependant pas inquiété malgré ses rapports avec le pouvoir. Il se crut assez fort pour attaquer ses adversaires de la congrégation du Saint-Esprit par des articles de journaux, mais sa santé faiblissait à cause de douleurs à la poitrine. L'homme d'Église se retire régulièrement à Pétionville où il enseigne le catéchisme aux enfants. Sentant qu'il allait bientôt mourir, l'abbé Moussa demande à Jacques Etheridge, vicaire apostolique de la Guyane britannique, de transmettre sa lettre adressée à la Congrégation de la propagande de la foi, dans laquelle il regrette sa vie passée. La demande tarde à arriver et l'abbé Moussa meurt le 23 juillet 1860. La grâce n'est accordée par le pape Pie IX que le 23 août et le P. Percin, avec qui l'abbé eut plusieurs contentieux, ne reçoit l'ordre d'absoudre que le 11 septembre.

## Dans la culture
Le portrait de l'abbé Moussa pour Pierre-Roch Vigneron de 1847 a fait partie de l'exposition Le Modèle noir, de Géricault à Matisse en 2019.